# Tề Hồ công
Tề Hồ công (chữ Hán: 齊胡公; trị vì: 862 TCN – 860 TCN), tên thật là Khương Tịnh Thị, là vị vua thứ sáu của nước Tề - chư hầu nhà Chu trong lịch sử Trung Quốc.
Ông là con trai thứ của Tề Quý công – vua thứ 4 nước Tề và là em khác mẹ của Tề Ai công – vua thứ 5 nước Tề.
Năm 863 TCN, vua nhà Chu giết anh ông là Ai công và lập ông lên ngôi. Trong thời gian làm vua, Tề Hồ công đã thiên đô sang đất Bạc Cô.
Năm 860 TCN, người em cùng mẹ của Ai công là Khương Sơn mang quân đánh úp Hồ công. Sử ký chỉ ghi ông bị mất ngôi vua, không ghi rõ kết cục của ông ra sao. Khương Sơn lên làm vua, tức là Tề Hiến công.